# Tamag
Tamag war eine deutsche Fahrzeugmarke.

## Beschreibung
Die Ernst Wilhelm Taschner GmbH hatte ihren Sitz in Krefeld. 1932 begann die Produktion von dreirädrigen Kraftfahrzeugen. 1934 endete sie.
Hauptprodukt waren Nutzfahrzeuge. Sie hatten das einzelne Rad vorne. Der Motor war oberhalb des Vorderrades montiert und trieb es über eine Kette an. Genannt werden Einzylinder-Zweitaktmotoren mit 198 cm³ Hubraum und 7 PS von Ilo und DKW sowie mit 298 cm³ Hubraum und 9 PS von DKW. Zunächst war das Fahrerabteil offen und der Motor unverkleidet. Geschlossenes Führerhaus und Motorhaube kamen erst 1933. Pritschenwagen und Kastenwagen wurden angeboten. Einige wenige entstanden als Personenkraftwagen und waren als Limousine und Tourenwagen karosseriert.
1933 kam der Tamag Zepp als eigens konstruierter Kleinwagen heraus. Er war ein Threewheeler mit einzelnem Hinterrad. Er hatte luftgekühlte Einzylinder-Zweitaktmotoren von Ilo und DKW mit 198 cm³ Hubraum und 6 PS Leistung. Geplant waren außerdem wassergekühlte Zweizylinder-Zweitaktmotoren mit 400 und 600 cm³ Hubraum von Ilo und DKW. Die Fahrzeuge hatten Frontantrieb. Der Radstand betrug 225 cm, die Spurweite 138 cm und das Leergewicht 345 kg. Hergestellt wurde ein dreisitziges Coupé in Stromlinienform. Geplant war auch eine offene Version mit drei Sitzen.
Eine andere Quelle bestätigt, dass 1933 auf der IAMA Dreiräder präsentiert wurden. Sie hatten Motoren von Ilo und DKW mit 200 cm³, 400 cm³ und 600 cm³ Hubraum.